# Tropico 2: Pirate Cove
Tropico 2: Pirate Cove é um jogo eletrônico do gênero simulação e estratégia exclusivo para PCs, desenvolvido pela Frog City Software e publicado pela Gathering of Developers em 2003. O jogo foi lançado para Microsoft Windows e Mac OS X.